# Oséas Reis dos Santos
Oséas (Salvador, Brasil, 14 de maig de 1971) és un futbolista brasiler. Va disputar 2 partits amb la selecció del Brasil.

## Estadístiques
| Selecció de Brasil | Selecció de Brasil | Selecció de Brasil |
| Anys               | Partits            | Gols               |
| ------------------ | ------------------ | ------------------ |
| 1996               | 2                  | 0                  |
| Total              | 2                  | 0                  |